# Lido Vieri
Lido Vieri (* 16. Juli 1939 in Piombino) ist ein ehemaliger Fußballspieler auf der Position des Torwarts und -trainer.
1968 gewann er mit der italienischen Nationalmannschaft die Fußball-Europameisterschaft im eigenen Land, 1970 wurde er mit der Squadra Azzurra Vize-Weltmeister.

## Spielerkarriere

### Im Verein
Lido Vieri wurde im Alter von 15 Jahren in die Jugendabteilung des AC Turin aufgenommen, wo man ihn als einen der Spieler ansah, um die man nach der Tragödie von Superga eine neue Mannschaft aufbauen könnte. 1957 wurde der Torwart an Vigevano Calcio verliehen. Im folgenden Jahr kehrte Vieri zum Toro zurück und debütierte am 21. September 1958 beim 6:1-Sieg gegen Alessandria in der Serie A. Lido Vieri spielte bis 1969 für Torino, absolvierte in dieser Zeit insgesamt 357 Partien und gewann 1967/68 die Coppa Italia mit dem Turiner Klub. In der Saison 1961/62 wurde er mit dem Premio Combi als bester Torwart der Serie A ausgezeichnet.
Im Sommer 1969 wechselte Lido Vieri nach insgesamt 15 Jahren in Turin zu Inter Mailand. Mit den Nerazzurri gewann der Torhüter 1970/71 unter Giovanni Invernizzi die italienische Meisterschaft, obendrein stellte er mit 685 Minuten ohne Gegentor seinen persönlichen Rekord auf. Nachdem ihm Ivano Bordon seinen Platz im Inter-Tor streitig gemacht hatte, verließ Vieri nach insgesamt 199 Einsätzen den Mailänder Klub im Jahr 1976 in Richtung des Serie-C-Vereins AC Pistoiese.
In der Saison 1976/77 stieg der Torwart mit Pistoiese in die Serie B auf, in der folgenden Spielzeit schaffte man den Klassenerhalt. Am Ende der Saison 1979/80 beendete Lido Vieri 41-jährig seine aktive Karriere beim Verein aus Pistoia und wechselte auf die Trainerbank.

### In der Nationalmannschaft
Lido Vieri debütierte am 27. März 1967 beim 1:0-Sieg in der Türkei unter Trainer Edmondo Fabbri in der italienischen Nationalmannschaft.
Im Jahr 1968 wurde er von Ferruccio Valcareggi als dritter Torwart hinter Dino Zoff und Enrico Albertosi in den Kader der italienischen Nationalmannschaft für die Europameisterschaft im eigenen Land berufen. Vieri absolvierte zwar beim Turnier keine Partie, konnte mit seiner Mannschaft nach dem 2:0-Finalsieg gegen Jugoslawien aber dennoch den Gewinn des EM-Titels feiern.
Auch bei der Weltmeisterschaft 1970, die in Mexiko ausgetragen wurde, war Vieri hinter Albertosi und Zoff Nummer drei in Valcareggis Aufgebot. Der Torwart absolvierte wiederum kein Spiel, wurde nach dem 1:4 im Finale gegen Brasilien trotzdem Vize-Weltmeister.
Das letzte seiner insgesamt vier Länderspiele für die Azzurri bestritt Lido Vieri bereits am 6. April 1968 bei der 2:3-Niederlage im EM-Qualifikationsspiel gegen Bulgarien in Sofia.

## Trainerkarriere
Lido Vieris erste Station als Trainer war gleichzeitig der letzte Verein, für den er als Spieler aufgelaufen war, der AC Pistoiese, den er 1980/81 trainierte. Danach folgten bis 1989 Engagements bei der US Siracusa, der US Massese, der SS Juve Stabia und der Carrarese Calcio.
Bis zum Jahr 2005 arbeitete Lido Vieri dann als Torwarttrainer bei seinem Heimatverein Torino Calcio, wo er auch dreimal für kurze Zeit als Interimstrainer agierte.

## Trivia
- Lido Vieri ist nicht verwandt oder verschwägert mit den italienischen Fußballspielern Christian, Massimiliano oder Roberto Vieri.
- Im Februar 2006 lief er als eine der „Turiner Sportpersönlichkeiten der Vergangenheit und Gegenwart“ bei der Eröffnungsfeier der XX. Olympischen Winterspiele ins Olympiastadion Turin ein.

## Erfolge

### Im Verein
- Coppa Italia: 1962/63, 1967/68
- Italienische Meisterschaft: 1970/71

### In der Nationalmannschaft
- Europameister: 1968
- Vize-Weltmeister: 1970